# Pia batismal da igreja de São Bartolomeu

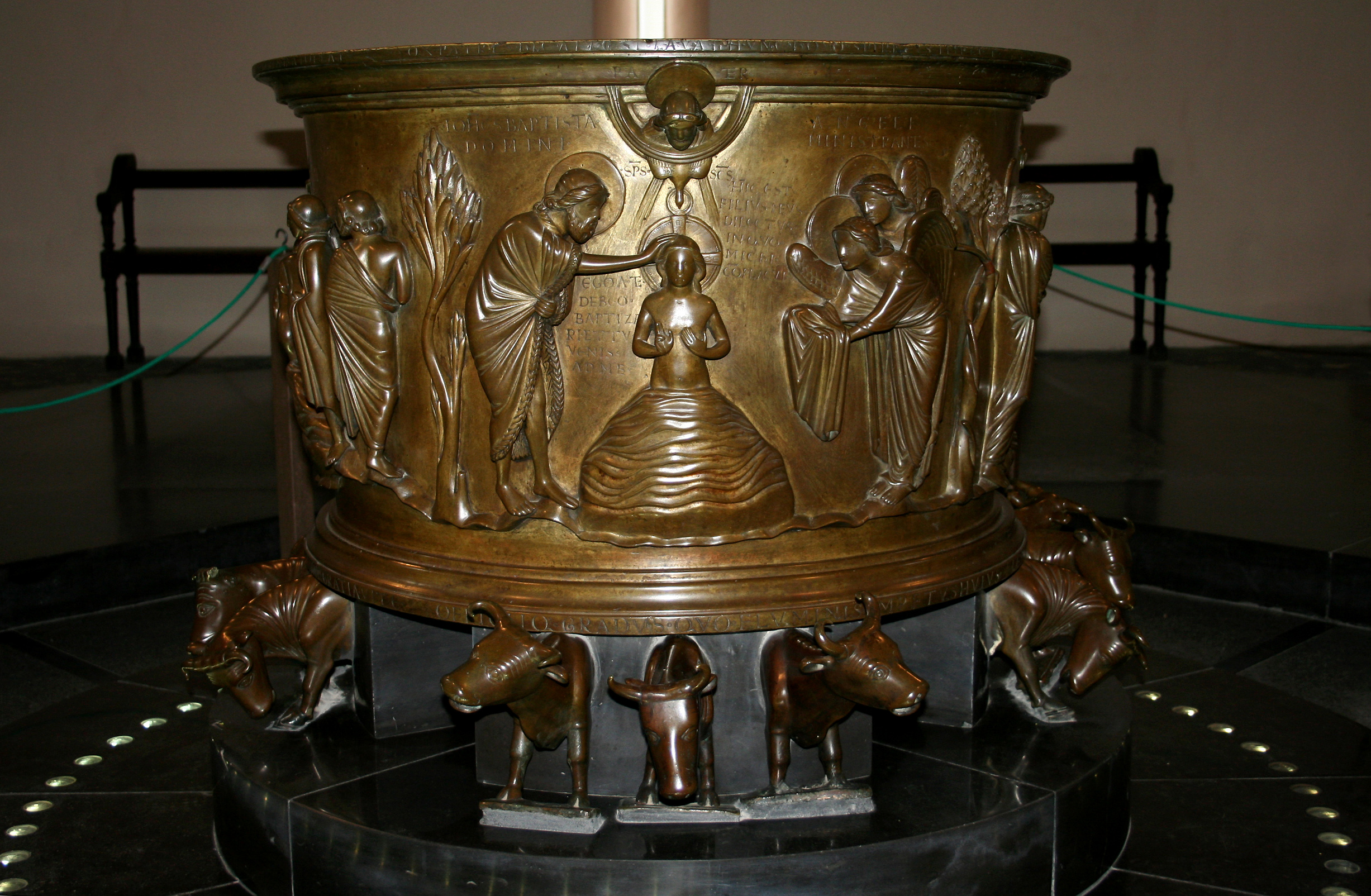
Batismo de Jesus na pia de Liège

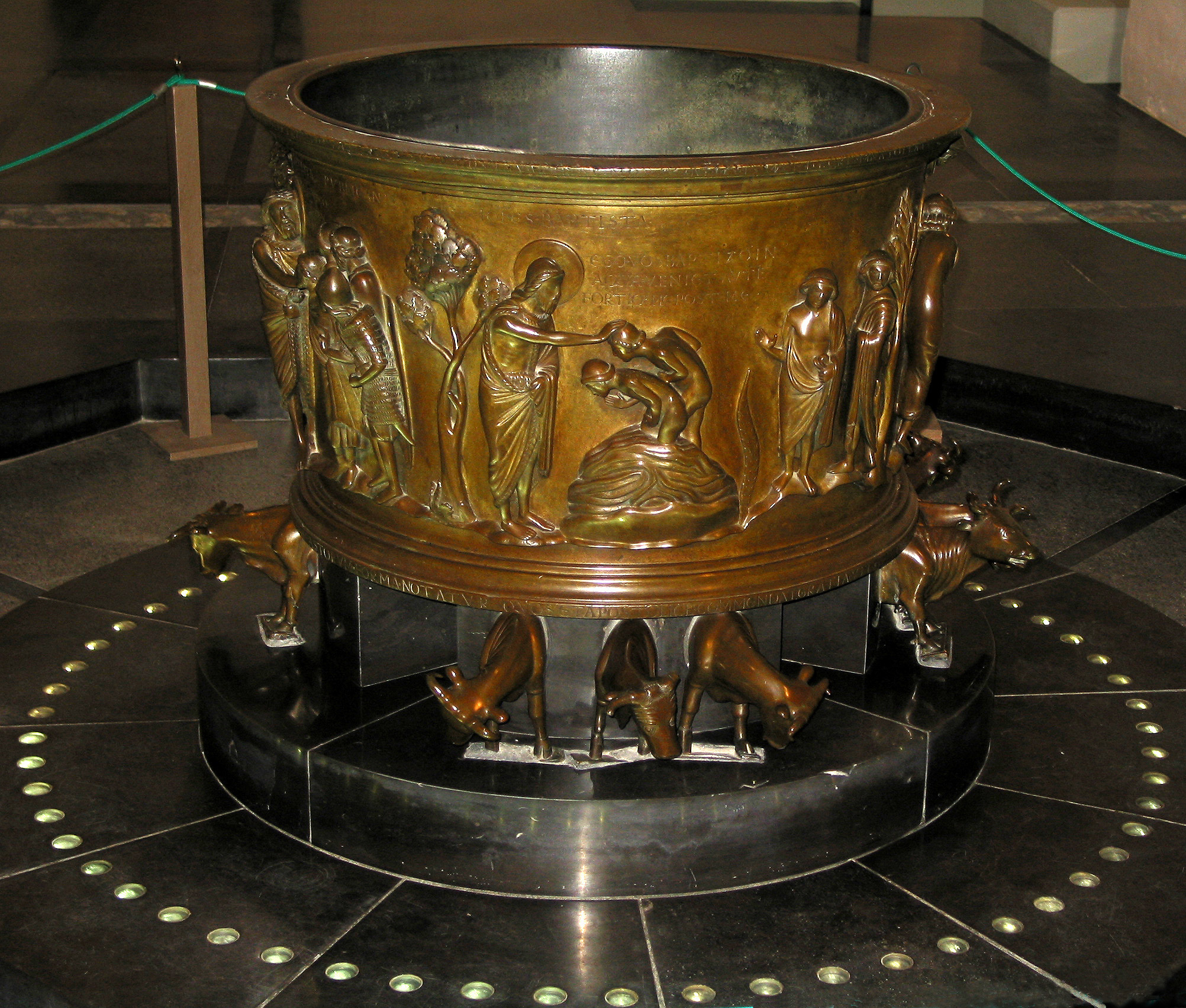
Outra visão da pia

A pia batismal da igreja de São Bartolomeu, em Liège, é um latão românico ou uma pia batismal de bronze feita entre 1107 e 1118, agora na Igreja de São Bartolomeu, em Liège na Bélgica. A pia é a principal obra-prima da arte mosana, notável por seu classicismo de estilo, cuja origem esteve sujeita a grande debate entre os historiadores da arte. O vale do rio Mosa, nas modernas Bélgica e França, mais ou menos coincidente com a Diocese de Liège, foi o principal centro de metalurgia românica do século XII, que era ainda o meio de maior prestigioso na arte.

## História
A pia de Liège foi comissionada após 1107 e completada por 1118 para a igreja de Notre-Dame-aux-Fonts ("Nossa Senhora está com a fonte"), que confinava a antiga catedral de Liège e funcionou como o batistério para a cidade. Estas datas são baseadas no período do mandado do abade Hellin, pároco da igreja, conhecido por tê-la comissionado, pois em seu obituário no contemporâneo Chronicon Rythmicum Leodiense a pia é claramente descrita, embora sem qualquer menção do artista. Tanto a catedral como a igreja foram destruídas durante a Revolução Francesa, e a pia foi escondida antes de ser transferida para sua atual localização em 1804. A crônica de Liège descreve uma capa com figuras dos quatro evangelistas e profetas, presumivelmente também em metal, que foi perdida durante a revolução, junto com dois suportes em forma de boi. O atual pedestal de pedra e configuração substituiu no século XX uma sólida pedra redonda construída em 1804. A pia ainda é usada para batismos atualmente. há normalmente uma pequena taxa para vê-lo.
A fonte foi tradicionalmente atribuída a Rainer de Huy, um metalúrgico e escultor do século XII, mas este, e até mesmo a origem mosana da fonte, tem sido questionado e teorias alternativas progridem. Nada se sabe da vida de Rainer além de sua menção em um documento de 1125 como um ourives, mas uma crônica do século XIV menciona-o como o artista da pia. Pode ter morrido ca. 1150. O único outro trabalho geralmente aceito como sendo do mesmo metre da pia é um pequeno crucifixo de bronze (Museu Schnütgen, Colônia); outra em Bruxelas tem muitas similaridades. Um incensário em estilo similar é atribuído a Ranier ou um seguidor por muitos.

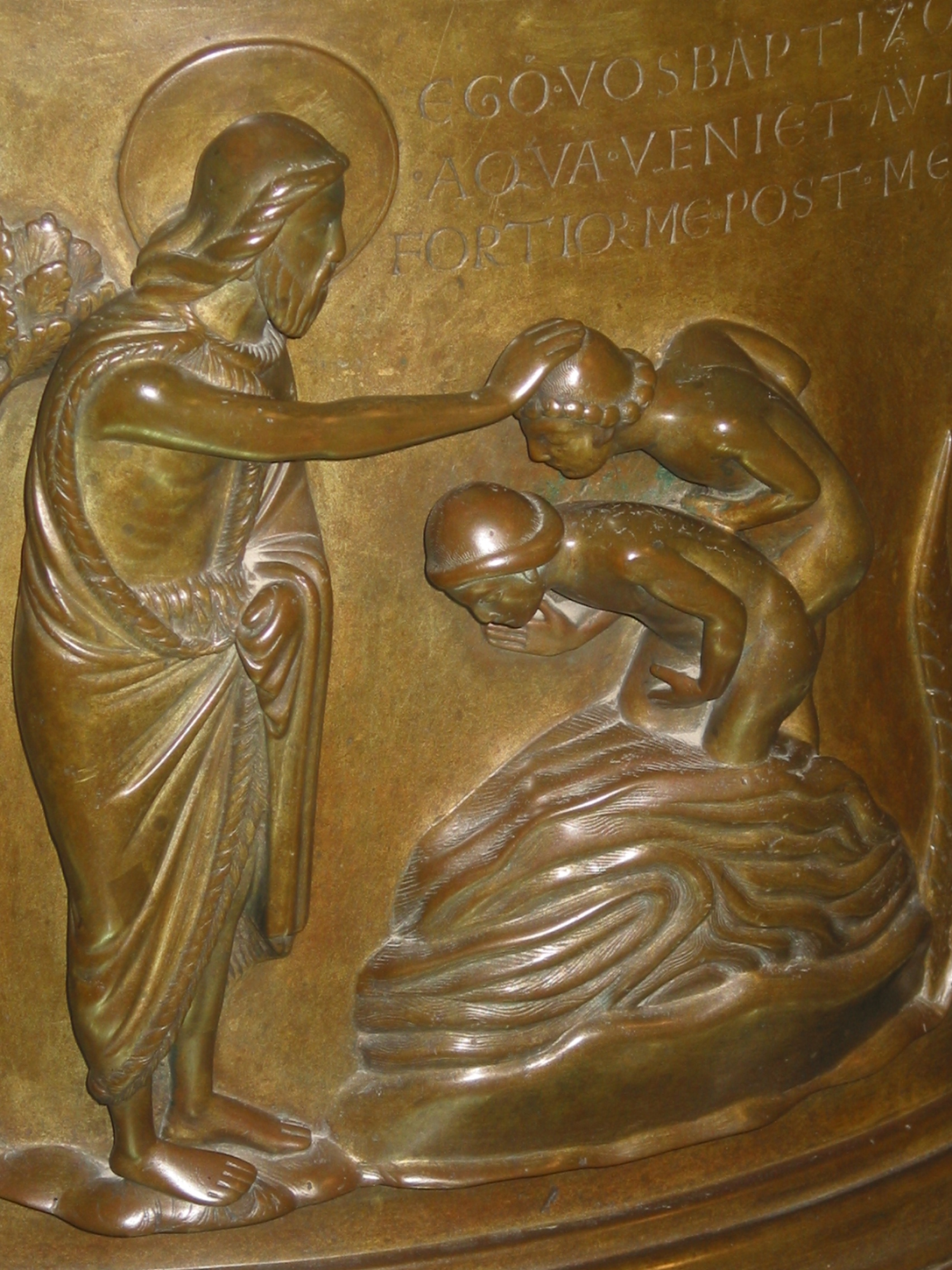
Detalhe de João Batista batizando os dois neófitos

## Estilo e origem
As figuras na pia estão em alto-relevo, e tem um notável classicismo de estilo; tanto que sugeriu-se que tenha sido, de fato, feita em Constantinopla, ou por gregos em Roma ca. 1000. Outras explicações atribuem o classicismo à influência bizantina, porém como Honour e Fleming sugerem, "em proporções corporais, poses, gestos e roupas, eles lembras modelos clássicos muito além das artes bizantina, carolíngia, ou mesmo cristã precoce"; eles sugerem que o artista pode ter visto esculturas gregas antigas em Constantinopla quando da Primeira Cruzada. Outros autores explicam o estilo como emergindo das antigas tradições mosana e carolíngia, com influência bizantina recente, e prefigurando o estilo figurativo gótico.
O argumento histórico-artístico para a origem da pia tem sido vigoroso e às vezes amargo, e nas décadas recentes principalmente conduzido em francês. Em suporte da teoria de origem bizantina, análise do chumbo em 1993 mostrou que veio de minas na Espanha ou Sardenha, enquanto outros trabalhos mosanos usaram fontes metálicas locais. Pierre Colman e sua esposa Berthe Lhoist-Colman desenvolveram uma teoria "romana", de acordo com a qual o sacro imperador romano Otão III (r. 980-1002) comissionou a pia de artesãos gregos em Roma ca. 1000, como um presente para a basílica de São João de Latrão lá. Décadas depois foi levado por Henrique IV (r. 1084-1105) ou Henrique V (r. 1111-1125) para Mosa. Contudo, muitos historiadores da arte continuam a aceitar a atribuição mosana tradicional, e relacionam o estilo às outras formas mencionadas acima.

## Descrição

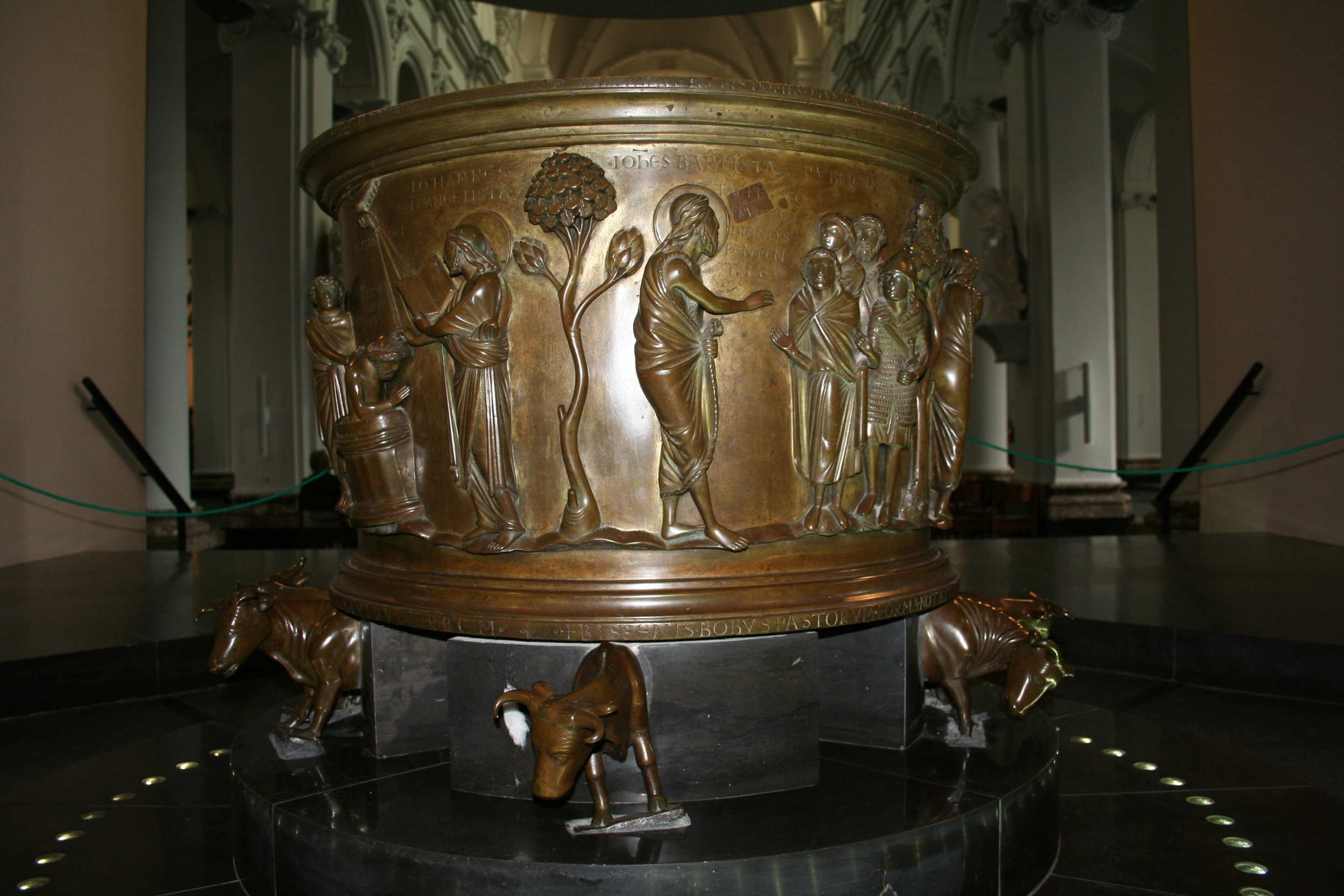
São João Batista pregando, o começo da sequência de cenas

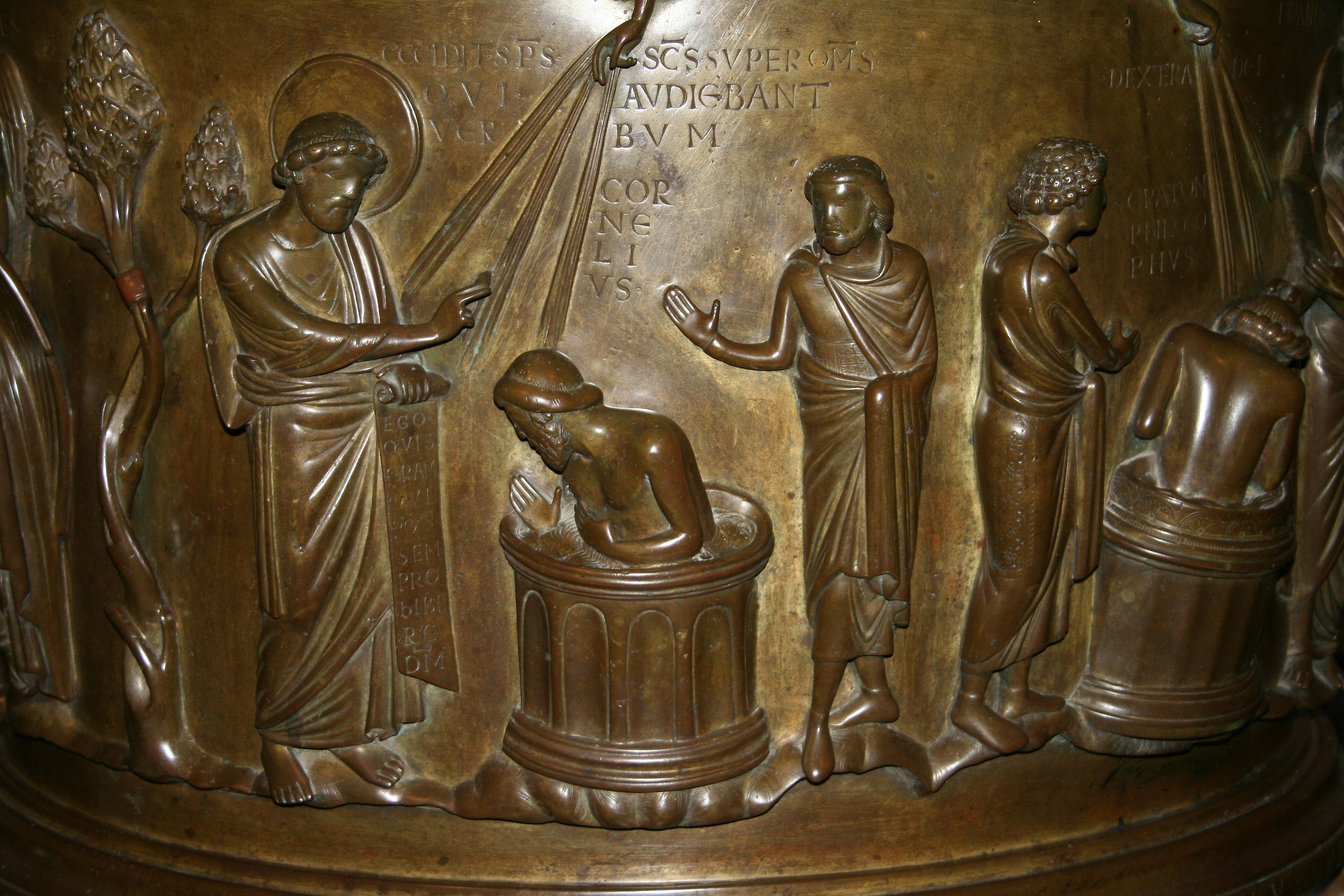
As duas últimas cenas

A batem é de 91 centímetros de largura no topo, afinando ligeiramente na direção da base, e é descrita como de latão ou bronze. Foi feita com a técnica de cera perdida, com o molde da base em uma única peça; o tamanho não foi necessariamente excepcional, como os sinos da igreja e os caldeirões para grandes famílias eram provavelmente moldados em tamanhos comparáveis; alguns moldes de portas de igrejas em uma única peça, embora planos, foram muito maiores. A pia foi assentada em doze bois (dois estão em falta), que emergiam de um plinto de pedra, uma referência para a "mar de fundição [...] em doze bois" fundido em bronze para o templo de Salomão. As cinco cenas mostradas, identificadas por inscrições latinas (tituli) na borda acima do campo das imagens, pode ser lido em sequência cronológica:
- João Batista pregando para quatro figuras, a última na esquerda com equipamento material completo; seguido por uma figueira.[25]
- João batizando dois neófitos, com duas figuras mais à direita, que provavelmente representam os dois discípulos de João que disseram para seguir Jesus. Como frequentemente na arte medieval precoce, a tentativa de transmitir o rio Jordão estendendo-se em perspectiva tem que levantar-se como um monte. Uma palmeira segue.[26]
- O Batismo de Jesus por João Batista, uma cena comumente representada, novamente com a água se acumulando como um monte. Jesus está sem barba e jovem, como é também típico. O anjo a direita de Jesus tem suas mãos veladas com um pano, uma marca de respeito na liturgia oriental, porém pode também simplesmente representar uma pano já para Jesus secar-se. Uma oliveira segue.[27]
- São Pedro batizando Cornélio, o Centurião, o primeiro gentio a ser batizado (Atos 10), com um patrocinador ou padrinho. A Mão de Deus aparece de cima para sinalizar aprovação.[28]
- São João Evangelista batizando o "filósofo Cratão", também com um patrocinador e a Mãe. Uma videira segue. A história de Cratão vem de escritos apócrifos tais como os registros da vida de João por Pseudo-Abdias.[29][30]

Exceto pelas duas últimas cenas que estão separadas por árvores que estão estilizadas na forma românica típica, mas cuja forma das folhas são todas diferentes. A linha de terra ondulante contínua é executada por toda a bacia. Outras inscrições correm em volta das bordas inferior e superior da bacia. Enquanto o Batismo de Jesus é muito comumente descrito na arte medieval precoce, aquelas das outras figuras são assuntos muito raros na verdade, e este  programa incomumente elaborado e erudito foi sem dúvida composto com assistência clara. Não reflete os precedentes iconográficos bizantinos; em vez disso relaciona-se intimamente com o interesse na tipologia e alegoria, da qual o influente contemporâneo nascido em Liège Ruperto de Deutz foi um expoente particular (porém Ruperto foi também um oponente particular do bispo da época, Oberto de Liège, que ficou do lado do imperador na Questão das investiduras). A Mão de Deus que aparece no topo do batismo de Cristo (identificado como PATER) é uma aparição precoce de Deus, o Pai na arte ocidental; a Mão de Deus, mais típica do período, aparece nas cenas dos batismos de Cornélio e Cratão.